# FM (banda)
FM es una banda británica de hard rock melódico, conformada por Merv Goldsworthy, Pete Jupp, Steve Overland, Jem Davis y Jim Kirkpatrick. 

## Carrera
En los Estados Unidos, son conocidos ocasionalmente como "FMUK" (UK por la sigla United Kingdom, que traduce Reino Unido). Han lanzado catorce álbumes hasta la fecha. Dos de ellos, Indiscreet y Tough It Out alcanzaron los charts ingleses, mientras que cinco sencillos de la agrupación lograron hacerse presentes de igual manera.
Han sido gran influencia para bandas reconocidas en el Reino Unido, siendo Iron Maiden la más destacable. Dicha agrupación grabó una versión de la canción "That Girl", como lado b del álbum Somewhere in Time, de 1986.

## Músicos
Actuales
- Merv Goldsworthy - bajo, voz (1984-1995, 2007–presente)
- Pete Jupp - batería, coros (1984-1995, 2007–presente)
- Steve Overland - voz, guitarra (1984-1995, 2007–presente)
- Jem Davis - teclados (1993-1995, 2007–presente)
- Jim Kirkpatrick - guitarra líder, coros (2008–presente)

Miembros fundadores
- Didge Digital - teclados (1984-1991)
- Chris Overland - guitarra líder (1984-1990)
- Andy Barnett - guitarra, voz (1990-1995, 2007-2008)
- Tony Mittman - teclados (1991-1993)

## Discografía
- Indiscreet (1986)
- Tough It Out (1989)
- Takin' It to the Streets (1991)
- Aphrodisiac (1992)
- No Electricity Required (1992)
- Dead Man's Shoes (1995)
- Paraphernalia (1996)
- Metropolis (2010)
- Only Foolin' E.P. (2012)
- Rockville (2013)
- Rockville II (2013)
- Futurama E.P. (2014)
- Heroes And Villains (2015)
- Indiscreet 30 (2016)(compil)
- Atomic Generation (2018)
- Synchronized (2020)
- Thirteen (2022)
- Old Habits Die Hard (2024)

Otros
- Long Time To See (2003)
- Long Lost Friends (2005)